# KAW - L'attacco dei corvi imperiali
KAW - L'attacco dei corvi imperiali (KAW) è un film horror diretto da Sheldon Wilson.
Il film è stato distribuito in Italia dalla Eagle Pictures ed è uscito nelle sale italiane il 29 ottobre 2007.

## Trama
Per lo sceriffo Wayne è l'ultimo giorno di lavoro, dopo andrà in vacanza con sua moglie.
Tutta la giornata sembra andare bene, ma all'improvviso uno stormo di corvi attacca tutta la popolazione, divorando parte della gente.
I pochi superstiti sopravvissuti si sono rifugiati in una tavola calda. Piano piano si scopre che lo stormo di corvi ha attaccato la popolazione per causa di un virus letale.
Ora tocca allo sceriffo Wayne e ai superstiti distruggere lo stormo di corvi prima che si sposti e infetti tutto il mondo.

## Curiosità sul film
- Il film è considerato una sorta di remake del famoso film di Alfred Hitchcock: Gli uccelli del 1963.

## Distribuzione

### Data di uscita
- USA (KAW): 7 aprile 2007 (cinema)
- Italia (KAW - L'attacco dei corvi imperiali): 29 ottobre 2007 (cinema)

### Divieti
Il film in molte parti del mondo è stato vietato ad un pubblico minore, a causa di alcune scene violente e cruenti:
- Stati Uniti: vm 14
- Australia: vm
- Islanda: vm 16
- Italia: vm 12
- Canada: vm 14
- Germania: vm 18
- Finlandia: vm 15
- Singapore: vm 16
- Svezia: vm 13
- Francia: vm 12
- Cina: vm 16
- Paesi Bassi: vm 14

## Sequel
Il regista Sheldon Wilson ha dichiarato la possibilità di un sequel intitolato "KAW II - Il ritorno dei corvi imperiali", previsto per il 2011.